# 大相撲平成21年3月場所
大相撲平成21年3月場所（おおずもうへいせい21ねん3がつばしょ）は、2009年3月15日から3月29日まで大阪府立体育会館で開催された大相撲本場所。
幕内最高優勝は、横綱・白鵬翔（15戦全勝・2場所ぶり10回目）。

## 番付・星取表
| 東       | 成績      | 結果   | 番付   | 西       | 成績    | 結果   |
| -------- | --------- | ------ | ------ | -------- | ------- | ------ |
| 朝青龍   | 11勝4敗   |        | 横綱   | 白鵬     | 15勝    | 優勝   |
| 琴欧洲   | 10勝5敗   |        | 大関   | 千代大海 | 2勝13敗 |        |
| 魁皇     | 8勝7敗    |        | 大関   | 日馬富士 | 10勝5敗 |        |
| 琴光喜   | 8勝7敗    |        | 大関   |          |         |        |
| 把瑠都   | 8勝7敗    |        | 関脇   | 稀勢の里 | 5勝10敗 |        |
| 豪栄道   | 9勝6敗    |        | 小結   | 旭天鵬   | 6勝9敗  |        |
| 北勝力   | 2勝13敗   |        | 前頭1  | 鶴竜     | 10勝5敗 | 技能賞 |
| 琴奨菊   | 6勝9敗    |        | 前頭2  | 栃煌山   | 8勝7敗  |        |
| 雅山     | 4勝11敗   |        | 前頭3  | 時天空   | 5勝10敗 |        |
| 豪風     | 8勝7敗    |        | 前頭4  | 嘉風     | 7勝8敗  |        |
| 若の里   | 6勝6敗3休 |        | 前頭5  | 安美錦   | 9勝6敗  |        |
| 玉乃島   | 8勝7敗    |        | 前頭6  | 豊ノ島   | 8勝7敗  |        |
| 豊真将   | 11勝4敗   | 敢闘賞 | 前頭7  | 高見盛   | 6勝9敗  |        |
| 栃乃洋   | 8勝7敗    |        | 前頭8  | 黒海     | 5勝10敗 |        |
| 出島     | 6勝9敗    |        | 前頭9  | 普天王   | 7勝8敗  |        |
| 岩木山   | 8勝7敗    |        | 前頭10 | 栃ノ心   | 6勝9敗  |        |
| 朝赤龍   | 9勝6敗    |        | 前頭11 | 阿覧     | 10勝5敗 |        |
| 垣添     | 7勝8敗    |        | 前頭12 | 翔天狼   | 7勝8敗  |        |
| 千代白鵬 | 10勝5敗   |        | 前頭13 | 山本山   | 8勝7敗  |        |
| 玉鷲     | 9勝6敗    |        | 前頭14 | 霜鳳     | 8勝7敗  |        |
| 土佐ノ海 | 4勝11敗   |        | 前頭15 | 木村山   | 7勝8敗  |        |
| 豊桜     | 5勝10敗   |        | 前頭16 |          |         |        |

## 優勝争い
前場所を14勝1敗で優勝した朝青龍と、優勝同点に終わった白鵬の両横綱がこの場所も勢いを保ち、9日目の時点で全勝の両横綱に迫っていたのは2敗の大関魁皇のみだった。魁皇は7日目まで1敗で踏ん張るも、絶不調の千代大海を除く上位陣に全敗してしまい、優勝争いから脱落した。
この場所も両横綱の一騎討ちになるかと思われたが、朝青龍は10日目からの上位戦、まず日馬富士に敗れると12日目には琴光喜にも敗れて痛い2敗目。白鵬は単独トップとなったが、上位戦でも不覚は取らず独走を続け、14日目の結び前に朝青龍が琴欧洲に敗れた時点で白鵬の10回目の優勝が決まった。白鵬は千秋楽でも朝青龍を寄り切り自身3回目となる全勝優勝を達成。優勝次点は11勝4敗に終わった朝青龍と、6日目から9連勝するなど活躍した同じく11勝4敗の平幕の豊真将で、次点力士に4勝差をつけての優勝は15日制定着以降11例目となる。

## 各段優勝・三賞
- 幕内最高優勝　白鵬　15戦全勝（10回目）
  - 殊勲賞：該当者なし
  - 敢闘賞：豊真将（3回目）
  - 技能賞：鶴竜（2回目）
- 十両優勝　豊響　12勝3敗
- 幕下優勝　徳真鵬　6勝1敗
- 三段目優勝　若力堂　7戦全勝
- 序二段優勝　千代の国　7戦全勝
- 序ノ口優勝　青木　6勝1敗

## トピック
- 大関・千代大海が皆勤で13敗し、皆勤大関としての最多黒星記録を更新してしまった。なお、それまでの記録は昭和63年9月場所の小錦などの12敗。